# Spellemannprisen 2024
Der Spellemannprisen 2024 war die 53. Ausgabe des norwegischen Musikpreises Spellemannprisen. Die Nominierungen berücksichtigten Veröffentlichungen des Musikjahres 2024. Die Verleihung der Preise fand am 24. April 2025 statt. In der Kategorie „Årets Spellemann“ wurde Marstein ausgezeichnet. Den Ehrenpreis („Hedersprisen“) erhielt Maj Britt Andersen.

## Verleihung
Die Nominierten wurden in den meisten Kategorien am 4. März 2025 bekannt gegeben. Insgesamt wurden an diesem Tag 108 Nominierungen in 26 Kategorien veröffentlicht. Neben diesen 26 Kategorien gibt es zwei weitere, für die keine Nominierten veröffentlicht wurden.
Die Preisverleihung fand am 24. April 2025 im Clarion Hotel the Hub in Oslo statt und wurde von Thomas Numme und Harald Rønneberg moderiert.

## Gewinner
| Kategorie                                                        | Gewinner                         | Werk                                                 |
| ---------------------------------------------------------------- | -------------------------------- | ---------------------------------------------------- |
| Alternativ Pop                                                   | Girl in Red                      | I’m Doing It Again Baby!                             |
| Barnemusikk (Kindermusik)                                        | DJ MøMø                          | DJ MøMø presenterer: Bukkene Bruse på badeland       |
| Blues                                                            | Kid & Lise Andersen              | Spirits and Soul                                     |
| Country                                                          | Claudia Scott                    | The Belle of Singapore                               |
| Elektronika/Dance                                                | Jerry Folk                       | Heart                                                |
| Festmusikk (Partymusik)                                          | Søte og Rare Gutter              | –                                                    |
| Hedersprisen (Ehrenpreis)                                        | Maj Britt Andersen               | –                                                    |
| Hip Hop                                                          | Marstein                         | Frihet i lenker                                      |
| Jazz                                                             | Signe Emmeluth                   | Banshee                                              |
| Klassisk (Klassisch)                                             | Eldbjørg Hemsing                 | Hillborg: Violin Concerto no 2 / Liquid Marble       |
| Hard Rock & Metal                                                | Koldbrann                        | Ingen skånsel                                        |
| Pop                                                              | Golfklubb                        | –                                                    |
| RnB/Soul                                                         | Natnael                          | Love & Dr. Martens                                   |
| Rock                                                             | Slomosa                          | Tundra Rock                                          |
| Samtid (Zeitgenössisch)                                          | Kristine Tjøgersen               | Between Trees                                        |
| Tonos Komponistpris (Tonos Komponistenpreis)                     | Kristine Tjøgersen               | –                                                    |
| Tonos Tekstforfatterpris (Tonos Textautorenpreis)                | Jo Almaas Marstein               | –                                                    |
| Tradisjonsmusikk (Traditionsmusik)                               | Johanne Flottorp, Åsmund Solberg | Fiskaren                                             |
| Viser                                                            | Marie Løvås                      | Alle mine svar blei om til såpebobleregn             |
| Åpen klasse (Offene Klasse)                                      | Susanna                          | Meditations on Love                                  |
| Årets gjennombrudd (Durchbruch des Jahres)                       | Ari Bajgora                      | –                                                    |
| Årets internasjonale suksess (Internationaler Erfolg des Jahres) | Vilde Frang                      | Elgar: Violin Concerto                               |
| Årets låt (Lied des Jahres)                                      | Kygo, Ava Max                    | Whatever                                             |
| Årets låtskriver (Songwriter des Jahres)                         | Girl in Red, Matías Téllez       | –                                                    |
| Årets musikkvideo (Musikvideo des Jahres)                        | Honningbarna                     | Avanti                                               |
| Årets produsent (Produzent des Jahres)                           | Matías Téllez                    | –                                                    |
| Årets Spellemann (Spellemann des Jahres)                         | Marstein                         | –                                                    |
| Årets utgivelse (Veröffentlichung des Jahres)                    | Gabrielle                        | Og eg lyger så det renner som en foss gjennom rommet |

## Nominierte
Alternativ pop
- Konradsen: Michael’s Book on Bears
- Uld: Fra en annen virkelighet
- Aurora: What Happened to the Heart?
- Girl in Red: I’m Doing It Again Baby!

Barnemusikk
- Badebygjengen: Badebygjengen og vulkanmysteriet
- Planetpatruljen
- Silje, Maria: Bråk og ballade
- DJ MøMø: DJ MøMø presenterer: Bukkene Bruse på badeland

Blues
- Daniel Eriksen: There’ll Be a Time When the Sun Will Refuse to Shine
- Knut Hem: A Touch of Blues
- Birri: For All Those in Mourning
- Kid & Lisa Andersen: Spirits and Soul

Country
- Claudia Scott: The Belle of Singapore
- Nora Legrand: Paper Sky
- Embla and the Karidotters: Off Leash
- Erlend Gunstveit: Watch Me Fall

Elektronika / Dance
- Why Kai: Tourist
- Jerry Folk: Heart
- Nom de Guerre: Mario Dante
- Fakethias: Afterimage

Festmusikk
- Søte og Rare Gutter: Bærum Bitches (Mannschaft)
- Hagle: Spellekæll 2024
- Carina Dahl
- Problembarn

Hard Rock & Metal
- Koldbrann: Ingen skånsel
- Trelldom: "...by the Shadows..."
- Sibiir: Undergang
- Whoredom Rife: Den vrede makt

Hiphop
- Marstein: Frihet i lenker
- Tyr: Bedøvelse gjør Mester
- SA_G: Planet platina
- Ari Bajgora

Jazz
- Henriette Eilertsen & OJKOS: Om tålmodighet
- Eirik Hegdal, Eklektisk Samband: Turnchest
- Joel and the Neverending Sextet: Marbled
- Signe Emmeluth: Banshee

Klassisk
- Oslo Strykekvartett: Learn to Wait
- Eldbjørg Hemsing: Hillborg: Violin Concerto no 2 / Liquid Marble
- Klaus Mäkelä, Philharmonisches Orchester Oslo: Shostakovich Symphonies 4, 5, & 6
- Mathias Halvorsen, Kringkastingsorkesteret, Otto Tausk: Ravel & Korngold: Piano Concertos for the Left Hand and Orchestra

Pop
- Metteson: Look to a Star
- Gabrielle: Og eg lyger så det renner som en foss gjennom rommet
- Dagny: Elle
- Golfklubb

Rnb/Soul
- Isabelle Eberdean: Freewheeling
- GiddyGang & Vuyo: Destiny/Sacrifice
- Sūn Byrd: Sūn Byrd
- Natnael: Love & Dr. Martens

Rock
- Aktiv Dödshjelp: Send Dudes
- Slomosa: Tundra Rock
- Seigmen: Resonans
- Heave Blood & Die: Burnout Codes

Samtid
- Terjungensemble: Tyler Futrell: Stabat Mater
- Øyvind Torvund: A Walk into the Future
- Kristine Tjøgersen: Between Trees
- Pinquins, Ensemble neoN, Kringkastingsorkestret, Yumi Murakami, Silje Aker Johnsen, Kristine Tjøgersen, Ane Marthe Sørlien Holen: Jan Martin Smørdal: My Favorite Thing

TONOs Komponistpris
- Kristine Tjøgersen
- Tyler Futrell
- Ola Kvernberg
- Knut Vaage

TONOs Tekstforfatterpris
- Gabrielle
- Marstein
- Frida Ånnevik
- Erlend Ropstad

Tradisjonsmusikk
- Britt Elise Skram: Dåm
- Solfrid Nestegard Gjeldokk, Espen Wensaas: Solhov
- Mari Boine: Alva
- Johanne Flottorp, Åsmund Solberg: Fiskaren

Viser
- Marie Løvås: Alle mine svar blei om til såpebobleregn
- Lars Martin Myhre: Lønn
- Frida Ånnevik: VI
- Anna Kajander: Al dente

Åpen Klasse
- Møster!: Springs
- Maja S. K. Ratkje, Stian Westerhus: All Losses Are Restored
- Ola Kvernberg: Steamdome III: Beyond the End
- Susanna: Meditations on Love

Årets Gjennombrudd
- Anna Lille
- Uld
- Ari Bajgora
- Slomosa
- Golfklubb
- Søte og Rare Gutter

Årets internasjonale suksess
- Girl in Red: I’m Doing It Again Baby!
- Roc Boyz
- Djerv: Rebel Heart
- Daniel Herskedal: Call For Winter II: Resonance
- Vilde Frang: Elgar: Violin Concerto

Årets Låt
- Marstein, Annika: Sammen
- Kygo, Ava Max: Whatever
- Girl in Red: Too Much
- Rakkere: 24/7
- Delara: Siste dans
- Søte og Rare Gutter: Bærum Bitches

Årets Låtskriver
- Gabrielle Leithaug, Syver Storskogen: Og eg lyger så det renner som en foss gjennom rommet
- Ramón Torres Andresen: Torres Tivoli
- Jo Almaas Marstein, Kastel: Frihet i lenker
- Marie Ulven, Matías Téllez: I’m Doing It Again Baby!

Årets Musikkvideo
- Honningbarna: Avanti
- Witch Club Satan: Fresh Blood Fresh Pussy
- Dirty Oppland: Norsk statistikk
- Ballinciaga: Ballinciaga - Ayt: The Movie

Årets Produsent
- Vetle Junker
- Kastel (Marstein)
- Matías Téllez (Aurora, Girl in Red, Astrid S und weitere)
- Marie Ulven, Matías Téllez (Girl in Red)

Årets utgivelse
- Uld: Fra en annen virkelighet
- Gabrielle: Og eg lyger så det renner som en foss gjennom rommet
- Aurora: What Happened to the Heart?
- Ola Kvernberg: Steamdome III: Beyond the End